# Covering Evil (12 Years Doing Devil's Work)
Covering Evil (12 Years Doing Devil's Work) är ett samlingsalbum av black metal-bandet Necromantia från Grekland som gavs ut 2001 av skivbolaget Black Lotus Records. Det består av två CD där den första innehåller en ny låt, "My World, Your Hell" och fyra covers av Omen, Iron Maiden, Manowar respektive Running Wild. Den andra skivan innehåller nio låtar från bandets tidigare tre album och två EP.

## CD 1 - Covering Evil

### Låtlista
1. My World, Your Hell - 4:07
2. Death Rider (Omen-cover) - 3:29
3. The Number of the Beast (Iron Maiden-cover) - 4:56
4. The Demon's Whip (Manowar-cover) - 6:31
5. Mordor (Running Wild-cover) - 5:09

Total speltid 24:12

### Banduppsättning
- The Magus (George Zaharopoulos), sång, bas
- Baron Blood (Makis), 8-strängad bas, bassolon

### Gästmusiker
- Lambros Sfiris – keyboard
- John - gitarr

## CD 2 - 12 Years Doing Devil's Work
Samtliga spår är låtar från Necromantias tidigare plattor. Text och musik är skriven av Necromantia utom texten till "Les Litanies De Satan" som är skriven av Charles Baudelaire.

### Låtlista
1. Those who Never Sleep - 6:25
2. Murder, Magic and Tears - 5:03
3. Ancient Pride - 5:27
4. For the Light of my Darkness - 6:07
5. The Black Mirror - 6:29
6. Pretender to the Throne pt.1 - The Usurper's Spawn - 5:25
7. Scarlet Witching Dreams - 5:25
8. Les Litanies de Satan - 10:01
9. Lord of the Abyss - 7:48

Total speltid 58:10